# Eucinostomus melanopterus
Eucinostomus melanopterus är en fiskart som först beskrevs av Pieter Bleeker, 1863.  Eucinostomus melanopterus ingår i släktet Eucinostomus och familjen Gerreidae. Inga underarter finns listade i Catalogue of Life.